# 犯罪事實
犯罪事實（複數：corpora delicti；罪行構成）是普通法法學中的一個術語，指罪行的事實即案情，並非單指受害者、加害者或證據；就是證明犯罪必須在一個人被判犯有該罪行之前即進行的原則。
例如，除非可以證明財產被盜，否則不能對所謂的盜竊者進行審判。同樣，為了使一個人受到縱火審判，必須證明該人的犯罪行為導致了財產被燒毀。布萊克法律詞典（第6版）將“corpus delicti”定義為：“實際的犯罪事實”。

## 犯罪事實原則
在英美法系中，犯罪事實的這個概念在幾個原則中有一些延伸發展。在許多司法管轄區將這項法律規則定為，僅僅是被告在庭外供認的證據並不足以證明被告是有罪的，這是毋庸置疑的。這一規則的必然結果是，被告不能僅僅依據共犯的證詞而被定罪。在一些司法管轄區還認為，如果沒有首先證明犯罪發生的獨立性證據，控方即不能提出對被告陳述的任何不利指控之證據。此即“犯罪事實原則”(corpus delicti rule)，另有相關的所謂“證據裁判原則”(Principle Of Evidentiary Adjudication；證據裁判主義)。

## 外部連結
- 维基词典中的词条「犯罪事實」

- 犯罪事實,corpus delicti （页面存档备份，存于）
- Corpus delicti legal definition of corpus delicti （页面存档备份，存于）
- Corpus Delicti （页面存档备份，存于）
- Black's Law Dictionary （页面存档备份，存于）
- 證據裁判原則 （页面存档备份，存于）
- 「無罪推定原則」與「證據辦案原則」 （页面存档备份，存于）
- YouTube上的What is CORPUS DELICTI?